# Кисилівська печера
Кисилівська печера (рос. Киселевская) — печера в Челябінській області Росії, на Південному Уралі. Печера горизонтального типу простягання. Загальна протяжність — 1260 м. Глибина печери становить 37 м. Категорія складності проходження ходів печери — 1.